# Valse créole
 (février 2021).
Si vous disposez d'ouvrages ou d'articles de référence ou si vous connaissez des sites web de qualité traitant du thème abordé ici, merci de compléter l'article en donnant les références utiles à sa vérifiabilité et en les liant à la section « Notes et références ».

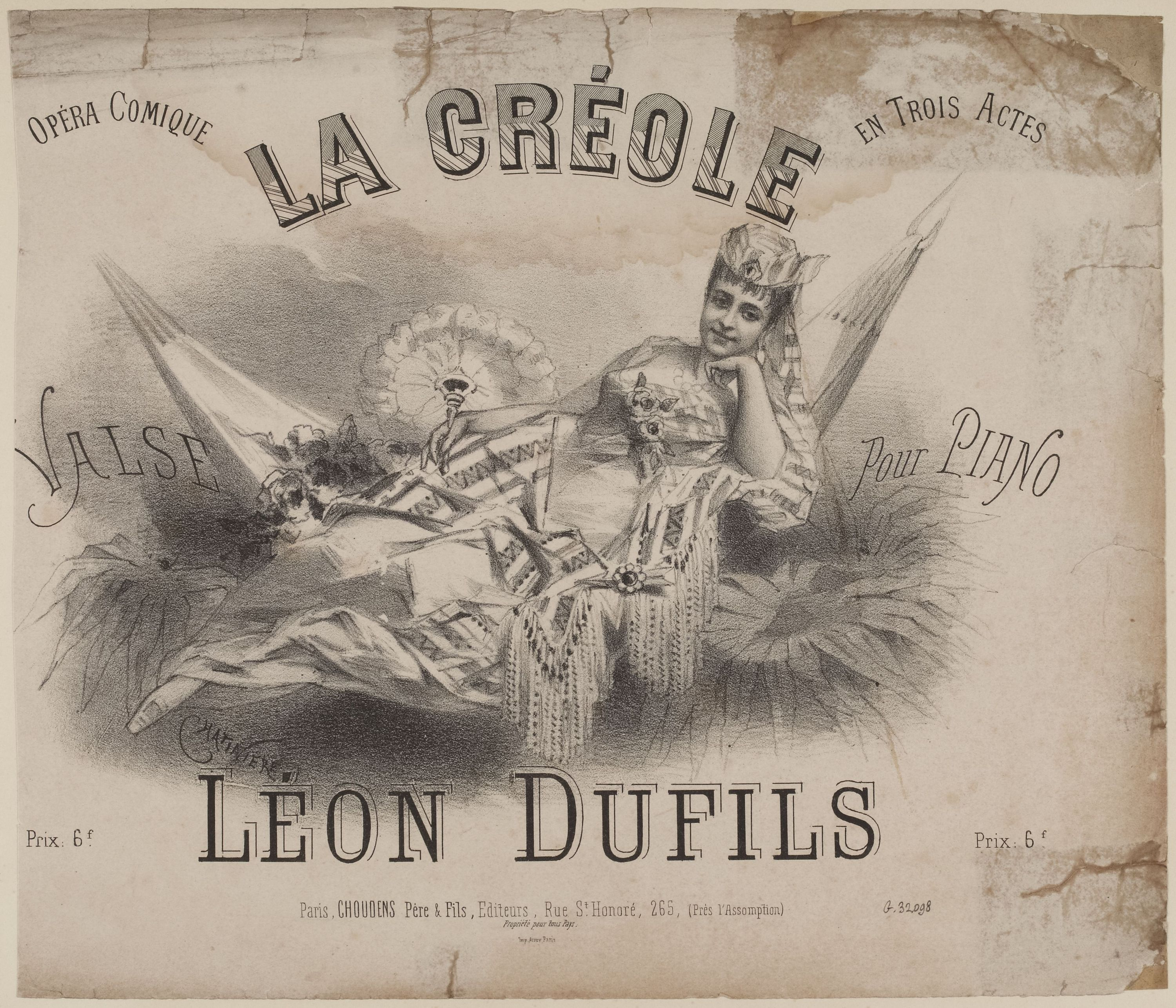
Page de titre de la partition de la valse dite La Créole, de Léon Dufils au

La valse créole est une danse traditionnelle de France d'outre-mer,. Il s'agit en fait d'une sorte de valse influencée par la musique africaine.